# Selenistis laurentica
Selenistis laurentica là một loài bướm đêm trong họ Noctuidae.